# 劉昶 (宋王)
宋明王劉昶（436年—497年6月12日），字休道，宋文帝劉义隆第九子，母為谢容华。

## 生平
宋文帝元嘉二十二年二月甲戌（445年3月8日），封义阳王，食邑二千户。元嘉二十七年（450年），任辅国将军、南彭城太守、下邳太守。元嘉三十年（453年），改任东中郎将、会稽太守、监会稽、东阳、临海、永嘉、新安五郡诸军事。
宋孝武帝孝建元年七月辛酉（454年8月23日），改任东扬州刺史，进号后将军。大明二年二月甲辰（458年3月30日），加任南彭城太守、下邳太守。十月甲午（458年11月15日），改任都督江州、豫州之新蔡、郢州之西阳、晋熙三郡诸军事、前将军、中军将军、江州刺史。大明三年七月戊子（459年9月5日），改任护军将军，增邑千户。大明五年六月丙午（461年7月14日），改任中军将军。大明七年十月癸亥（463年11月18日），加开府仪同三司，加散骑常侍、太常。大明八年七月己亥（464年8月20日），改任征北将军、使持节、都督徐州、兗州、南兗州、青州、冀州、幽州、豫州之梁郡诸军事、徐州刺史。
前废帝刘子业即位后，昏聩残暴，想杀掉劉昶。景和元年九月己酉（465年10月24日），劉昶携妾吴氏等二十多人北逃北魏。劉昶逃到北魏后，被任命为侍中、征南将军、驸马都尉，娶武邑公主，封丹阳王。武邑公主一年多后去世，又娶建兴长公主。建兴长公主去世后，又娶平阳长公主。
太和十七年（493年），北魏孝文帝进行汉化改制，创建开国王爵、五等爵，封劉昶为齐郡开国公，加宋王之号。太和十八年七月乙亥（494年8月19日），加任大将军。
太和二十一年四月癸未（497年6月12日），劉昶在彭城去世，享年六十二岁，谥曰明，赠假黄钺、太傅，领扬州刺史。

## 家庭

### 父母
- 宋文帝刘义隆
- 谢氏：容华→义阳国太妃→晋熙国太妃

### 妻
- 王妃郗氏：劉昶在南方的嫡妻，因為劉昶母親的嚴酷而早夭。[1]
- 武邑公主
- 建兴长公主
- 平阳长公主

### 妾
- 吴氏：随刘昶逃到北魏

### 子女
- 刘思远：留于刘宋，卒于宋明帝时
- 刘怀远：留于刘宋，卒于宋明帝时，追封池阳县侯
- 劉燮，宋明帝子，封晉熙王
- 刘承绪，嫡子
- 刘文远：刘承绪長子，生于北魏
- 刘辉，生于北魏，袭爵，尚兰陵长公主
- 刘氏，元详继室

## 延伸阅读
[在维基数据编辑]
 在维基文库阅读此作者作品
 《魏書/卷59》，出自魏收《魏书》
 《北史·卷029》，出自李延壽《北史》